# Паавер, Калью Леонхардович
Калью Леонхардович Паавер (16 декабря 1921, Пухкова, Кохтла-Ярвеский район, Эстония — 18 марта 1985) — советский зоолог и палеонтолог.

## Биография
В 1946 году поступил в Тартуский университет, который окончил в 1951 году.
Был направлен на практику в Институт зоологии и ботаники, где, показав наилучшие результаты, тут же был оставлен администрацией, и с 1947 года началась его трудовая карьера. Всю свою жизнь посвятил именно этому институту. С 1947 по 1977 года работал научным сотрудником (стажёр в 1947—1952 гг., младший научный сотрудник в 1952—1956 гг., заведующий сектором зоологии в 1956—1973 гг., заведующий сектором биологии позвоночных животных в 1973—1977 гг.), а в 1977 году был избран директором института.
Скончался 18 марта 1985 года.

## Научная деятельность
Основные научные работы посвящены эволюционной морфологии и истории антропогеновой териофауны.
- Дал характеристику вековой изменчивости как особой формы групповой изменчивости.
- Показал пути развития теоретической морфологии.
- Разработал синтетическую концепцию процесса морфологической адаптации.

## Членство в обществах
- с 1969 года — член-корреспондент, с 1979 — Академик АН Эстонской ССР.